# Mistrzostwa Polski w Łyżwiarstwie Figurowym 1999
Mistrzostwa Polski w łyżwiarstwie figurowym 1999 – zawody mające na celu wyłonienie najlepszych łyżwiarzy figurowych w Polsce.

## Wyniki

### Soliści
| Poz. | Zawodnik           | Klub                | Punkty | SP | FS |
| ---- | ------------------ | ------------------- | ------ | -- | -- |
| 1    | Robert Grzegorczyk | ŁTŁF Łódź           | 1,5    | 1  | 1  |
| 2    | Marek Sząszor      | Stoczniowiec Gdańsk | 3,0    | 2  | 2  |

### Solistki
| Poz. | Zawodniczka       | Klub               | Punkty | SP | FS |
| ---- | ----------------- | ------------------ | ------ | -- | -- |
| 1    | Sabina Wojtala    | UKŁF Unia Oświęcim | 2,0    | 2  | 1  |
| 2    | Anna Rechnio      | Marymont Warszawa  | 2,5    | 1  | 2  |
| 3    | Rita Chałubińska  | Marymont Warszawa  | 4,5    | 3  | 3  |
| 4    | Katarzyna Zembron | UKŁF Unia Oświęcim | 6,0    | 4  | 4  |

### Pary sportowe
| Poz. | Zawodnicy                        | Klub               | Punkty | SP | FS |
| ---- | -------------------------------- | ------------------ | ------ | -- | -- |
| 1    | Dorota Zagórska / Mariusz Siudek | UKŁF Unia Oświęcim | 1,5    | 1  | 1  |

### Pary taneczne
| Poz. | Zawodnicy                            | Klub                | Punkty | CD1 | CD2 | OD | FD |
| ---- | ------------------------------------ | ------------------- | ------ | --- | --- | -- | -- |
| 1    | Agata Błażowska / Marcin Kozubek     | Stoczniowiec Gdańsk | 2,0    | 1   | 1   | 1  | 1  |
| 2    | Julia Clare Keeble / Łukasz Zalewski | Stoczniowiec Gdańsk | 4,0    | 2   | 2   | 2  | 2  |